# Меро, Йоэль
Йоэль Меро (фин. Joel Mero; род. 7 февраля 1995 года в Турку, Финляндия) — финский футболист, защитник клуба ХИФК.

## Клубная карьера
Йоэль выступал за фарм-клуб «Лахти» — команду «Рейпас Лахти». В её составе он провёл всего один матч. Его дебют за «Лахти» состоялся 20 июня 2012 года в матче против «Хаки». Свой первый гол Йоэль забил 9 июля 2012 года в матче с клубом «Ювяскюля». Всего в своём дебютном сезоне он провёл восемнадцать матчей и забил два гола. В следующем сезоне Йоэль сыграл в восьми встречах чемпионата, а затем сменил клубную прописку.
22 апреля 2013 года Йоэль договорился с мёнхенгладбахской «Боруссией» о своём переходе. Переход состоялся летом. За вторую команду этого клуба Йоэль дебютировал 10 августа 2013 года в игре с «Викторией», а за первую команду пока ещё не дебютировал.

## Карьера в сборной
Йоэль выступал за юношескую сборную Финляндии до 17 лет. Сейчас он является членом сборной до 18 лет.

## Достижения
«Лахти»
- Обладатель кубка финской лиги (1): 2013